# Cross the Lips of Grace
Cross the Lips of Grace war eine australische Deathcore- und Metalcore-Band aus Brisbane, die 2005 gegründet wurde und sich 2010 auflöste.

## Geschichte
Die Band wurde im Jahr 2005 gegründet. 2007 trat die Band zusammen mit All Shall Perish auf und veröffentlichte über Skull and Bones Records eine selbstbetitelte EP. 2008 begann die Gruppe mit den Arbeiten zum Debütalbum, zudem ging sie international auf Tour. Nachdem sie Anfang 2009 als Vorband für Whitechapel fungiert hatte, erschien im April das Debütalbum The Epilogue of Suffering, ebenfalls bei Skull and Bones Records. 2010 kam es zur Auflösung der Band. In ihrer Karriere trat Cross the Lips of Grace unter anderem auch zusammen mit Psycroptic, Parkway Drive, The Red Shore, I Killed the Prom Queen, Mourning Tide, Carpathian Against, Wish for Wings, The Daylight Curse und The Amity Affliction auf.

## Stil
Laut Brian Giffin in seiner Encyclopedia of Australian Heavy Metal spielt die Band Deathcore und vereine dabei schwere und technisch anspruchsvolle Elemente mit etwas Old-School-Death-Metal, Grindcore und Blastcore. Justin Donnelly von themetalforge.com ordnete die Band dem Metalcore zu, wobei sie teils sehr klischeebehaftet spiele, indem sie übermäßig Dinge wie Breakdowns, horrorbasierte Texte, sich wiederholende Riffs und variationsarme Growls einsetze. Brett Neuling von thedwar.com.au verortete The Epilogue of Suffering hingegen im Deathcore-Bereich. In dem Album verarbeite die Gruppe außerdem Metal, Hardcore Punk und „Gothic-Oper“. Bei den Liedern würden besonders die von der E-Gitarre gespielten Soli und Breakdowns herausstechen.

## Diskografie
- 2007: Cross the Lips of Grace (EP, Skull and Bones Records)
- 2009: The Epilogue of Suffering (Album, Skull and Bones Records)